# Monique Pelletier (historienne)
Pour les articles homonymes, voir Monique Pelletier et Pelletier.
Pour la femme politique, voir Monique Pelletier.
Monique Pelletier, née le 9 septembre 1934 à Issy-les-Moulineaux et morte le 21 janvier 2020 à Paris, est une conservatrice et historienne française.
Elle est spécialiste de l'histoire de la cartographie.

## Biographie
Ancienne élève de l’École nationale des chartes, archiviste paléographe (Le Grand Conseil de Charles VIII à François Ier (1483- 1547), 1960), Monique Pelletier est conservateur général honoraire des bibliothèques. Elle a passé toute sa carrière à la Bibliothèque nationale de France. 
Entrée en 1960 au département des Imprimés, elle a très vite été chargée par Roger Pierrot de la réalisation du nouveau Catalogue général des imprimés (1960-1970).  Elle participa notamment à la réalisation de l’exposition "Baudelaire" et à la définition des normes de description bibliographique ISBD . 
Nommé directrice du département des cartes et plans en 1976, qu'elle a dirigé pendant 23 années, elle a mis en œuvre l’informatisation du catalogue général des collections cartographiques dont l’aboutissement au début des années 2000 offre aux usagers un exceptionnel outil pour la recherche des cartes, des plans, des globes anciens et modernes, en série topographique ou non.
Son rôle au sein de ce département, son implication forte dans les instances nationales (Comité français de cartographie, Comité des travaux historiques et scientifiques dont elle présida la section Géographie, 1977) et internationales (IFLA, LIBER, revue Imago Mundi, Association cartographique internationale), tout comme sa curiosité insatiable et son goût profond pour la recherche en histoire de la cartographie – qui ne se sont pas démentis après sa retraite - ont laissé une empreinte durable au sein de la communauté des historiens de la cartographie et de celle des bibliothécaires et des cartothécaires. 
Elle a été la commissaire générale de la grande exposition d’histoire de la cartographie à Paris, Couleurs de la Terre en 1999. Elle a tout particulièrement attaché son nom à l'histoire de la première carte topographique française et à celle des astronomes et cartographes Cassini qui l'ont réalisée, en publiant en 1990 La carte de Cassini : l'extraordinaire aventure de la carte de France, devenu un ouvrage de référence. Un recueil de ses articles, publié au moment de son départ de la Bibliothèque nationale, donne un aperçu de l'étendue de ses travaux et de ses coups de cœur : Tours et contours de la Terre : Itinéraires d'une femme au cœur de la cartographie, 1999.
Elle est membre émérite du Comité des travaux historiques et scientifiques, sciences géographiques et environnement.

## Publications
- La carte de Cassini : l'extraordinaire aventure de la carte de France ; préface de Jean-François Carrez. Paris : Presses de l'Ecole nationale des ponts et chaussées, 1990, 263 p.  (ISBN 2-85978-143-9) (plusieurs rééditions avec mises à jour importantes)
- Le Globe et son image / avec Catherine Hofmann, Danielle Lecoq, Ève Netchine. Paris : Bibliothèque nationale de France, 1995, 75 p. Publié à l'occasion de l'exposition "Le globe et son image" présentée à la Bibliothèque nationale de France du 13 avril au 27 mai 1995.  (ISBN 2-7177-1942-3)
- Portraits de la France : les cartes, témoins de l'histoire / avec Henriette Ozanne. Paris, Hachette, 1995, 259 p.  (ISBN 2-01-235151-4)
- Couleurs de la Terre : des mappemondes médiévales aux images satellitales / sous la dir. de Monique Pelletier. Paris : Seuil : Bibliothèque nationale de France, 1998, 175 p. Publ. à l'occasion de l'exposition présentée à la Bibliothèque nationale de France, site Tolbiac, 8 octobre 1998-10 janvier 1999  (ISBN 2-02-035429-2)
- Tours et contours de la terre : itinéraires d'une femme au cœur de la cartographie / textes réunis par Catherine Hofmann et Danielle Lecoq. Paris : Presses de l'École nationale des ponts et chaussées, 1999, 303 p.  (ISBN 2-85978-316-4)
- Cartographie de la France et du monde, de la Renaissance au Siècle des lumières. Paris : Bibliothèque nationale de France, 2001, 107 p., Conférences Léopold Delisle.  (ISBN 2-7177-2176-2)
- Les cartes des Cassini : la science au service de l'État et des régions / préf. de Jean-François Carrez. 2e éd. Paris : Éd. du CTHS, 2002, 338 p. Précédemment paru sous le titre : "La carte de Cassini : l'extraordinaire aventure de la carte de France".  (ISBN 2-7355-0525-1)

## Distinctions
- Chevalier de la Légion d'honneur
- Chevalier de l'ordre des Palmes académiques